# ماغي سيفانتوس
ماغي سيفانتوس (بالإسبانية: Maggie Civantos)‏ (من مواليد 28 ديسمبر 1984 في مالقة، إسبانيا) هي ممثلة أسبانية.

## وصلات خارجية
- ماغي سيفانتوس على موقع IMDb (الإنجليزية)
- ماغي سيفانتوس على موقع روتن توميتوز (الإنجليزية)
- ماغي سيفانتوس على موقع قاعدة بيانات الفيلم (الإنجليزية)